# Uncle Buck (telessérie)
Uncle Buck é uma sitcom americana baseada no filme de mesmo nome de 1989 que estreou na ABC na temporada de TV 2015-16. A série foi criada por Steven Cragg e Brian Bradley. O show foi pego em 8 de Maio de 2015 e foi ao ar de 14 de Junho de 2016 a 5 de Julho de 2016.
Em 6 de Julho de 2016, a ABC cancelou a série após uma temporada.

## Elenco
- Mike Epps como Buck Russell[4]
- Nia Long como Alexis Smith-Russell[5]
- James Lesure como Will Russell[5]
- Iman Benson como Tia Russell[5]
- Sayeed Shahidi como Miles Russell[5]
- Aalyrah Caldwell como Maizy Russell[5]

## Episódios
| No. na série | Título                | Diretor(s)        | Escritor(s)                     | Exibição            | Audiência (milhões) |
| ------------ | --------------------- | ----------------- | ------------------------------- | ------------------- | ------------------- |
| 1            | "Pilot"               | Phil Traill       | Stevn Cragg & Brian D. Bradley  | 14 de Junho de 2016 | 4.96                |
| 2            | "Li'l Scarface"       | Stan Lathan       | Kenny Smith                     | 14 de Junho de 2016 | 4.96                |
| 3            | "Ride Along"          | Fred Goss         | Steven Cragg & Briad D. Bradley | 21 de Junho de 2016 | 3.47                |
| 4            | "Brothers"            | Ryan Case         | David Hemingson                 | 21 de Junho de 2016 | 3.47                |
| 5            | "Going to Jail Party" | Reginald Hudlin   | Michael Pennie                  | 28 de Junho de 2016 | 3.65                |
| 6            | "I Got This"          | Reginald Hudlin   | Alyson Fouse                    | 28 de Junho de 2016 | 3.65                |
| 7            | "The Interrogation"   | Ken Whittingham   | Steven Cragg & Brian D. Bradley | 5 de Julho de 2016  | 3.23                |
| 8            | "Block Party"         | Victor Nelli, Jr. | Regina Hicks                    | 5 de Julho de 2016  | 3.23                |